# Euplexia asbolodes
Euplexia asbolodes är en fjärilsart som beskrevs av Turner 1911. Euplexia asbolodes ingår i släktet Euplexia och familjen nattflyn. Inga underarter finns listade i Catalogue of Life.

## Bildgalleri

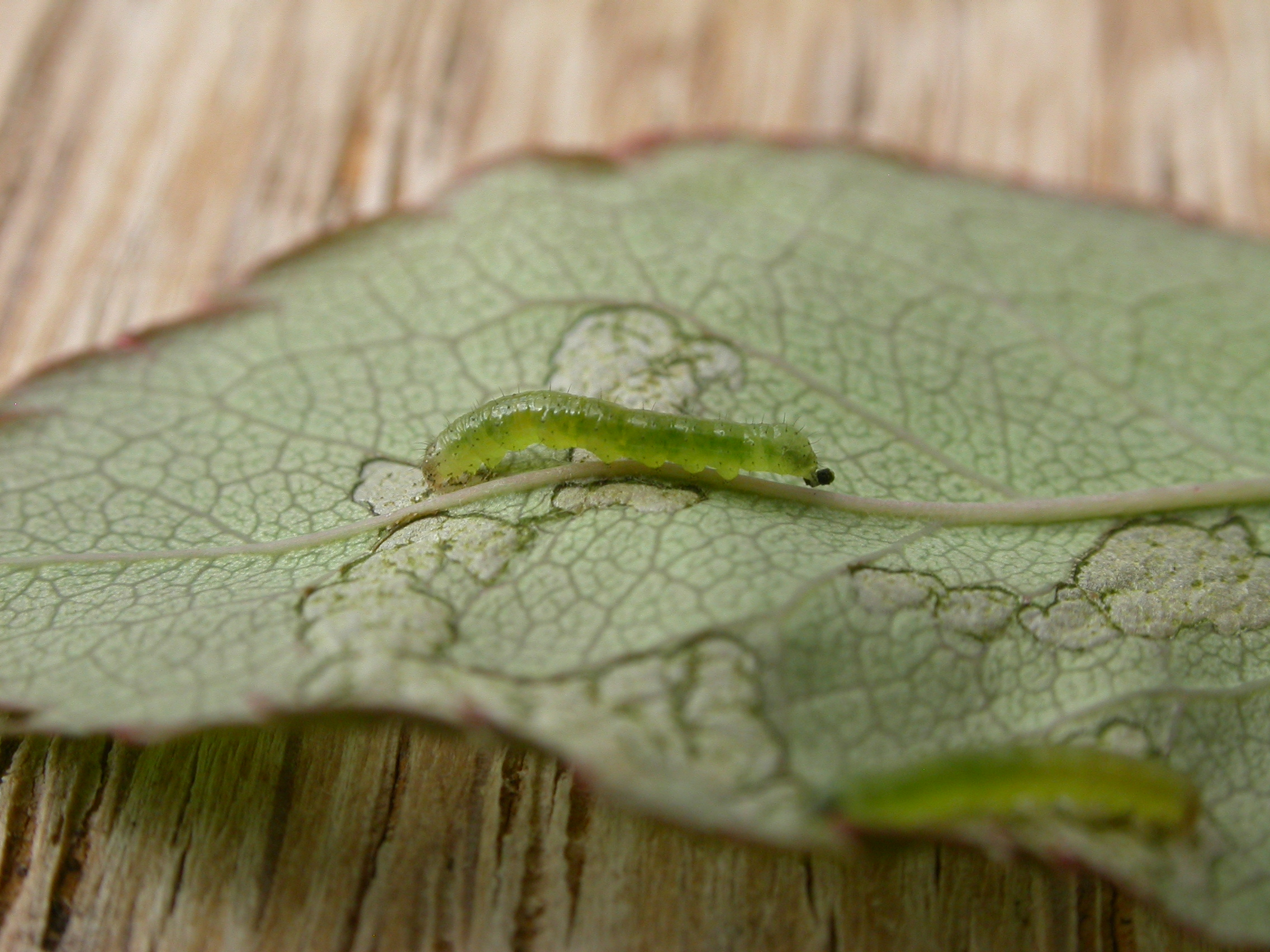
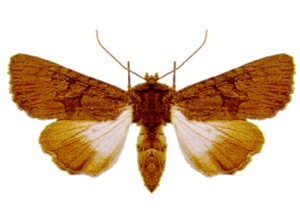